# Пётр (Екатериновский)
Епископ Пе́тр (в миру Фёдор Алексеевич Екатериновский; 1820, Саратовская губерния — 27 мая 1889) — епископ Русской православной церкви, епископ Томский и Семипалатинский, духовный писатель.

## Биография
Родился в Саратовской губернии в семье священника.
Первоначально обучался в Саратовской духовной семинарии, потом поступил в Московскую духовную академию.
12 октября 1841 года пострижен в монашество; 19 октября рукоположён во иеродиакона. 30 июля 1844 года рукоположён во иеромонаха.
12 декабря 1844 года по окончании духовной академии определён учителем Иркутской духовной семинарии.
15 ноября 1845 года удостоен учёной степени кандидата богословия и назначен инспектором Иркутской духовной семинарии.
6 октября 1852 года возведён в сан архимандрита.
16 октября 1855 года назначен ректором Иркутской духовной семинарии.
С 15 января 1857 года — ректор Новоархангельской духовной семинарии на острове Ситхе.
В 1858 году Новоархангельская Духовная семинария была переведена в Якутск. Ректор архимандрит Петр (Екатериновский), преподаватели и учащиеся Новоархангельской семинарии прибыли в Якутск 12 сентября 1858 года, а 17 сентября начался учебный процесс. В том же году освобождён от должности ректора.
29 марта 1859 года хиротонисан во епископа Новоархангельского, викария Камчатской епархии.
9 ноября 1866 года перемещён епископом Якутским, викарием той же епархии.
3 июля 1867 года уволен на покой по болезни.
С 13 октября 1867 года — член Московской Синодальной конторы и управляющий Воскресенским Ново-Иерусалимским монастырем.
4 апреля 1869 года назначен епископом Уфимским и Мензелинским.
С 19 ноября 1876 года — епископ Томский и Семипалатинский.
9 июля 1883 года вторично уволен на покой в Оптину пустынь Калужской епархии.
С 11 февраля 1885 года управлял Московским Заиконоспасским монастырём.
10 июля того же года назначен членом Московской Синодальной конторы, а 9 августа — управляющим Московским Новоспасским монастырём.
Епископ Петр был постоянным членом Комитета по распространению духовно-нравственных книг.
Скончался 27 мая 1889 года.

## Сочинения
Из его печатных трудов наиболее известны сочинения о монашестве, а затем поучения и миссионерские известия. Свои сочинения он пожертвовал в пользу Оптиной пустыни.
- Поучения о вредных следствиях пьянства и распрей. — М., 1883.
- Указание пути ко спасению. Опыт аскетики. Архивная копия от 24 июня 2021 на Wayback Machine — Сергиев Посад, 1905. О монашестве. — Сергиев Посад, 1904. Наставление и утешение в болезни в предсмертное время. — М., 1888.
- Наставление и утешение в скорби. — Сергиев Посад, 1904.
- Поучение о причащении Святых Тайн. Архивная копия от 22 января 2021 на Wayback Machine — М., 1884.
- Поучение перед исповедью. — Киев. Поучение о покаянии. — М., 1889. Объяснение книги святого пророка Исайи в русском переводе, извлеченное из разных толкований: в 2 т. — М., 1887.
- Толкование на 23 главы пророка Исайи. — Уфа, 1873.
- Объяснение Апокалипсиса. — Томск, 1885.
- Творения еп. Петра Екатериновского